# Vicky Bullett
Victoria (Vicky) Andrea Bullett (Martinsburg, 4 oktober 1967) is een professioneel basketbalspeelster uit de Verenigde Staten. Na haar prof-carrière werd ze hoofdcoach van het team van het West Virginia Wesleyan College. In 2011 werd ze in de Women's Basketball Hall of Fame toegevoegd.
Bullett speelde in de jaren 1990 voor Puglia Bari en Ahena Cesena in Italië. Ze werd er viermaal tot all star van de Italiaanse competitie verkozen.
Toen de WNBA in 1997 werd opgericht, werd Bullett via het draft-systeem aan Charlotte Sting toegekend, en speelde in drie seizoenen alle 90 wedstrijden voor het team. In 2000 ging ze naar Washington Mystics voor nog eens drie seizoenen waarin ze 96 wedstrijden speelde.
Op de Goodwill Games in 1990 won Bullett met het Amerikaans basketbalteam de gouden medaille.

## Olympische Spelen
Op de Olympische Zomerspelen in 1988 behaalde Bullett met het Amerikaanse team de gouden medaille. Vier jaar later, op de Olympische Zomerspelen van Barcelona in 1992 behaalde ze een bronzen medaille.